# Ligne de Saint-Germain-des-Fossés à Darsac
La ligne de Saint-Germain-des-Fossés à Darsac est une ligne ferroviaire qui permet de relier Saint-Germain-des-Fossés au massif du Forez, aux monts du Livradois et au Velay via Vichy. Partiellement abandonnée aujourd'hui, sa partie nord reste très active puisque parcourue par les trains qui assurent la relation Paris — Clermont-Ferrand.
Elle constitue la ligne no 785 000 du réseau ferré national.

## Historique
Les 2 février et 6 avril 1855, les compagnies des chemins de fer de Paris à Orléans, de Paris à Lyon, et du Grand-Central signent avec le ministre des Travaux publics une convention portant création d'une société en commandite, connue sous le nom de « Syndicat du Bourbonnais. » La convention attribue aussi à la société la concession d'un chemin de fer « de Paris à Lyon par Corbeil et Moret, Nevers, Roanne et Saint-Étienne, d'un côté, Tarare de l'autre », ainsi qu'un « embranchement de Saint-Germain-des-Fossés à Vichy. » Cette convention est approuvée par décret impérial le 7 avril 1855. Mais la Compagnie du chemin de fer Grand-Central de France est victime d'une déconfiture financière et est démantelé en 1857. Cela provoque la disparition de la société commune qui est démembrée au profit de la Compagnie du chemin de fer de Paris à Orléans et de la constitution de la Compagnie des chemins de fer de Paris à Lyon et à la Méditerranée. Cette dernière compagnie récupère notamment la concession de la ligne de Saint-Germain-des-Fossés à Vichy lors de sa création par la convention signée le 11 avril 1857 entre le ministre des Travaux publics et les Compagnie du chemin de fer de Paris à Lyon et Compagnie du chemin de fer de Lyon à la Méditerranée. Cette convention est approuvée par décret le 19 juin 1857.
Les sections de lignes « de Vichy à Thiers » et de « Thiers à Ambert » sont concédées à titre éventuel à la Compagnie des chemins de fer de Paris à Lyon et à la Méditerranée par une convention signée entre le ministre de l'Agriculture, du Commerce et des Travaux publics et la compagnie le 18 juillet 1868. Cette convention est approuvée par un décret le 28 avril 1869. Elles sont déclarées d'utilité publique et concédées à titre définitif par une loi le 23 mars 1874.
La loi du 17 juillet 1879 portant classement de 181 lignes de chemin de fer dans le réseau des chemins de fer d’intérêt général retient en no 146 une ligne « d'Ambert à la ligne du Puy à Saint-Georges-d'Aurac ».
La section d'Ambert à Darsac est déclarée d'utilité publique par une loi le 6 août 1881. Elle est concédée à titre définitif à la Compagnie des chemins de fer de Paris à Lyon et à la Méditerranée par une loi le 2 août 1886.

### Ouverture
La ligne est mise en service par sections : de Saint-Germain-des-Fossés à Vichy le 8 mai 1862, de Vichy à Courty le 10 novembre 1881, de Courty à Pont-de-Dore le 15 mai 1872 (mise en service de la ligne de Clermont-Ferrand à Thiers en tronc commun sur cette section), de Pont-de-Dore à Giroux le 9 juin 1883, de Giroux à Ambert le 5 mai 1885, d’Ambert à Arlanc le 9 juin 1893 et l’ouverture complète de la ligne a lieu avec la mise en service du tronçon d’Arlanc à Darsac le 15 septembre 1902.

### Fermeture au service des voyageurs
Les sections de Vichy à Courty et d’Arlanc à Darsac sont fermées le 26 novembre 1971, la section de Pont-de-Dore à Arlanc le 28 septembre 1980.

### Fermetures au service des marchandises
Les sections de Puy-Guillaume à Courty et d'Arlanc à Saint-Sauveur-la-Sagne sont fermées le 26 mai 1974, de Saint-Sauveur-la-Sagne à Sembadel le 1er juin 1987, de Courpière à Arlanc le 5 février 1988 et de Sembadel à Darsac le 30 septembre 1992.

### Déclassement
Le déclassement a lieu le 18 septembre 1992 pour les sections de Puy-Guillaume à Courty (PK 386,400 à 397,800) et d’Arlanc à Sembadel (PK 467,580 à 493,960). La section de Pont-de-Dore à Arlanc a été déclassée le 28 août 2008 ; celle entre Le-Lac-de-Malaguet et Darsac l’a été le 1er janvier 2009.

### Modernisations de la ligne

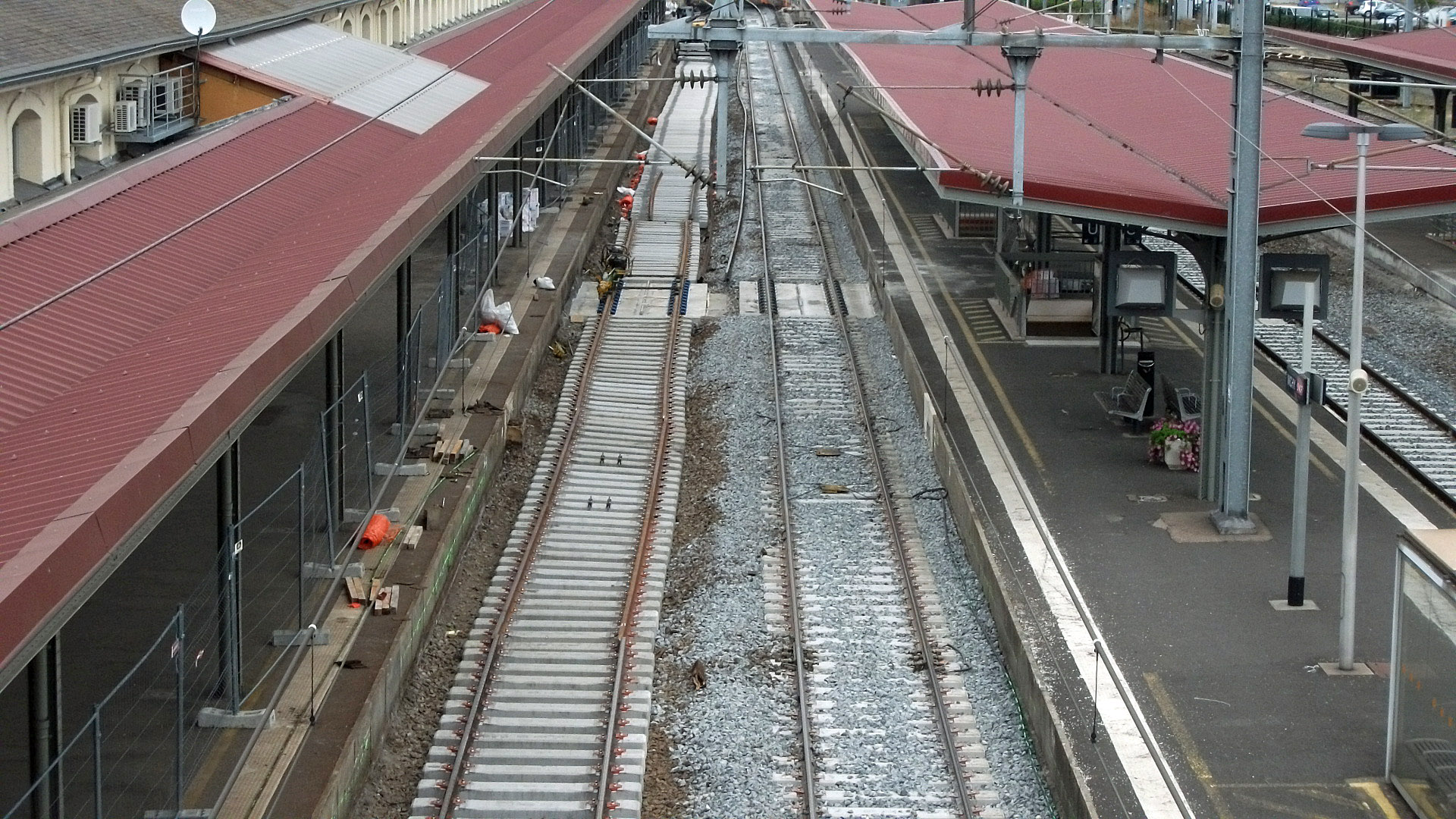
Rénovation des voies de la gare de Vichy en 2012.

Un renouvellement des rails, dont certains dataient de 1907, a été opéré entre février et mai 2012 pour améliorer la desserte de la verrerie de Puy-Guillaume, au sud de Saint-Yorre. Ces travaux ont coûté 4,5 millions d'euros dans le cadre du Plan rail Auvergne. La portion de voie la plus endommagée était située dans le département du Puy-de-Dôme. 700 tonnes de marchandises transitent entre Vichy et Puy-Guillaume.
Un autre renouvellement voie-ballast a été opéré en août 2012 en gare de Vichy, sur les quatre voies où s'arrêtent les trains de voyageurs (A, B, C et D).

## Caractéristiques

### Tracé et profil
La ligne de Saint-Germain-des-Fossés à Darsac se sépare de la ligne de Moret - Veneux-les-Sablons à Lyon-Perrache à la sortie sud de la gare de Saint-Germain-des-Fossés et rejoint le raccordement (créé en 2006) emprunté notamment par les trains de la relation Lyon – Clermont-Ferrand. La ligne de Nîmes, permettant de rejoindre Clermont-Ferrand par Gannat, commence un peu plus loin ; elle n'est pas électrifiée, son trafic est moindre et aucun train de voyageurs n'y circule en service normal.

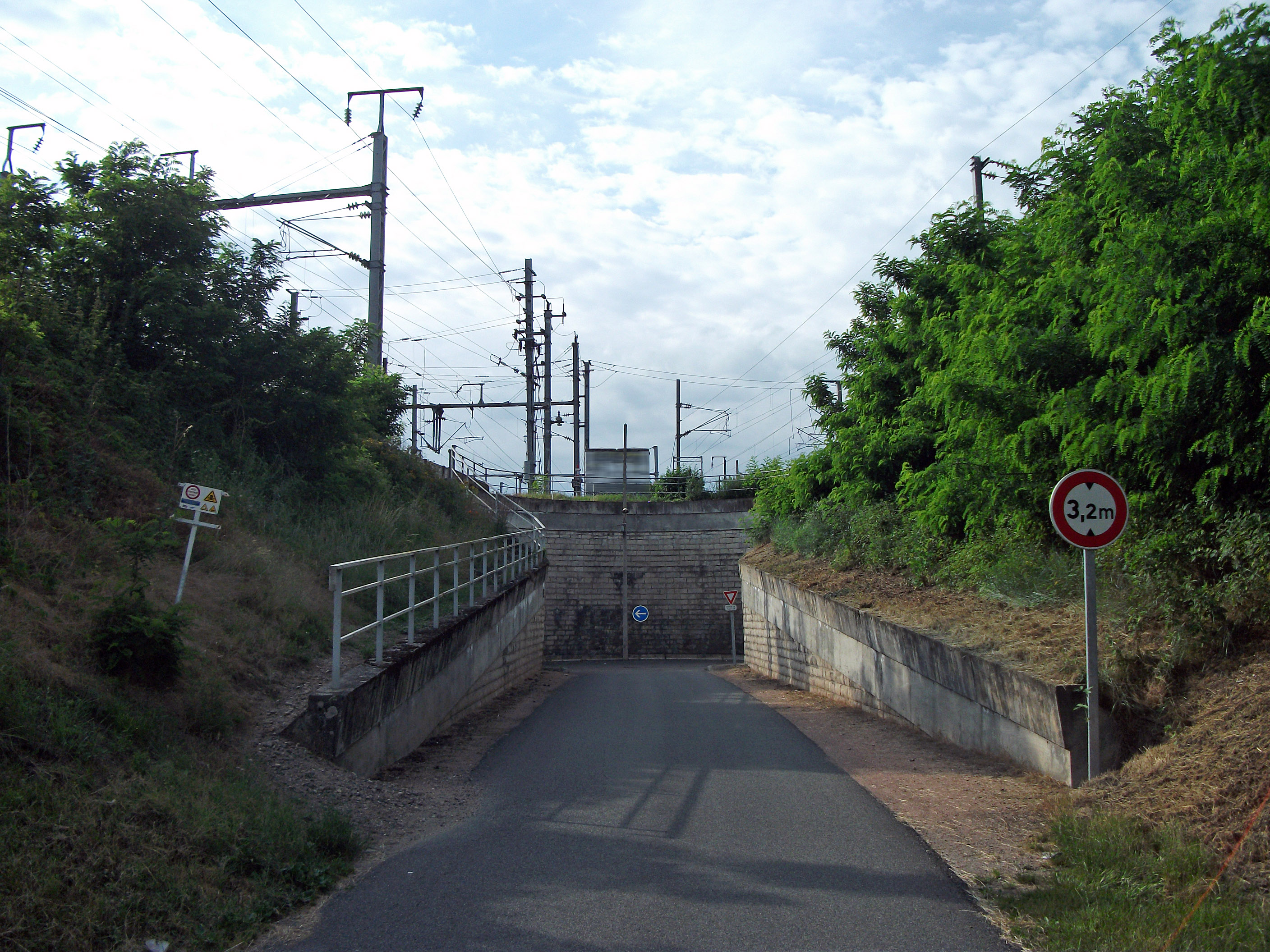
Scission des lignes de Darsac (à gauche) et de Roanne (à droite).
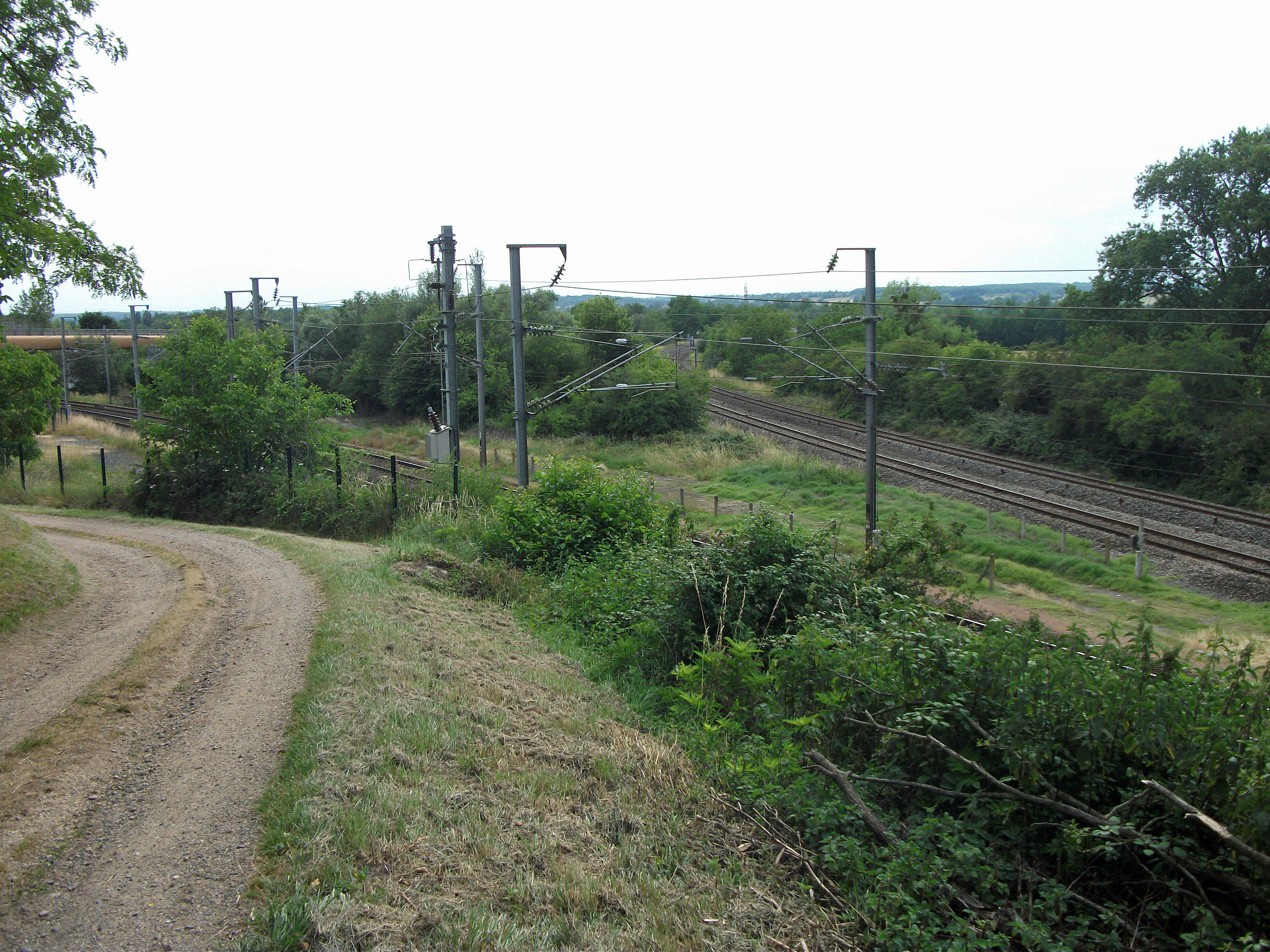
Scission des lignes de Darsac (à gauche) et de Nîmes (à droite).
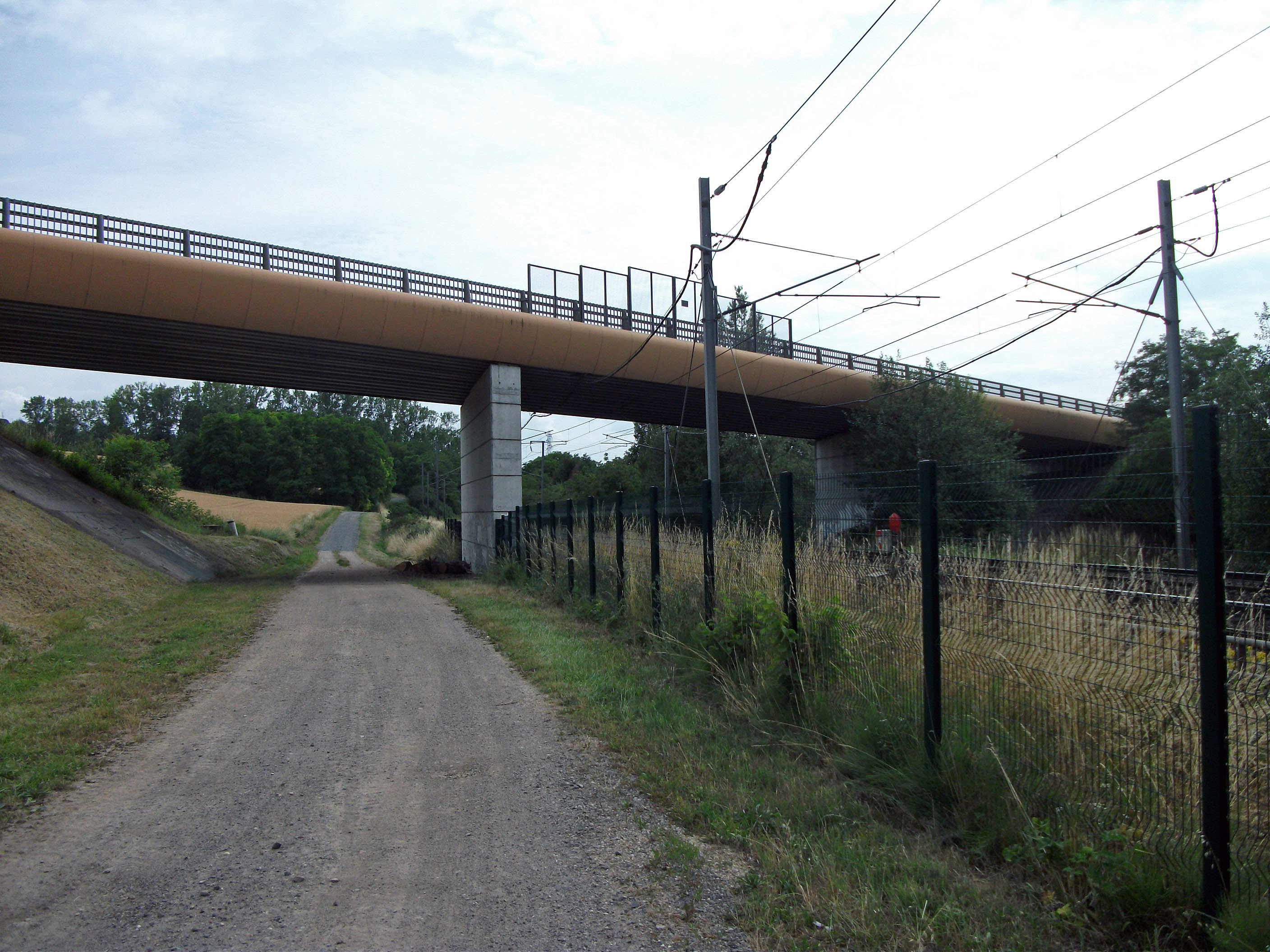
La route départementale 67 passe au-dessus de la ligne.
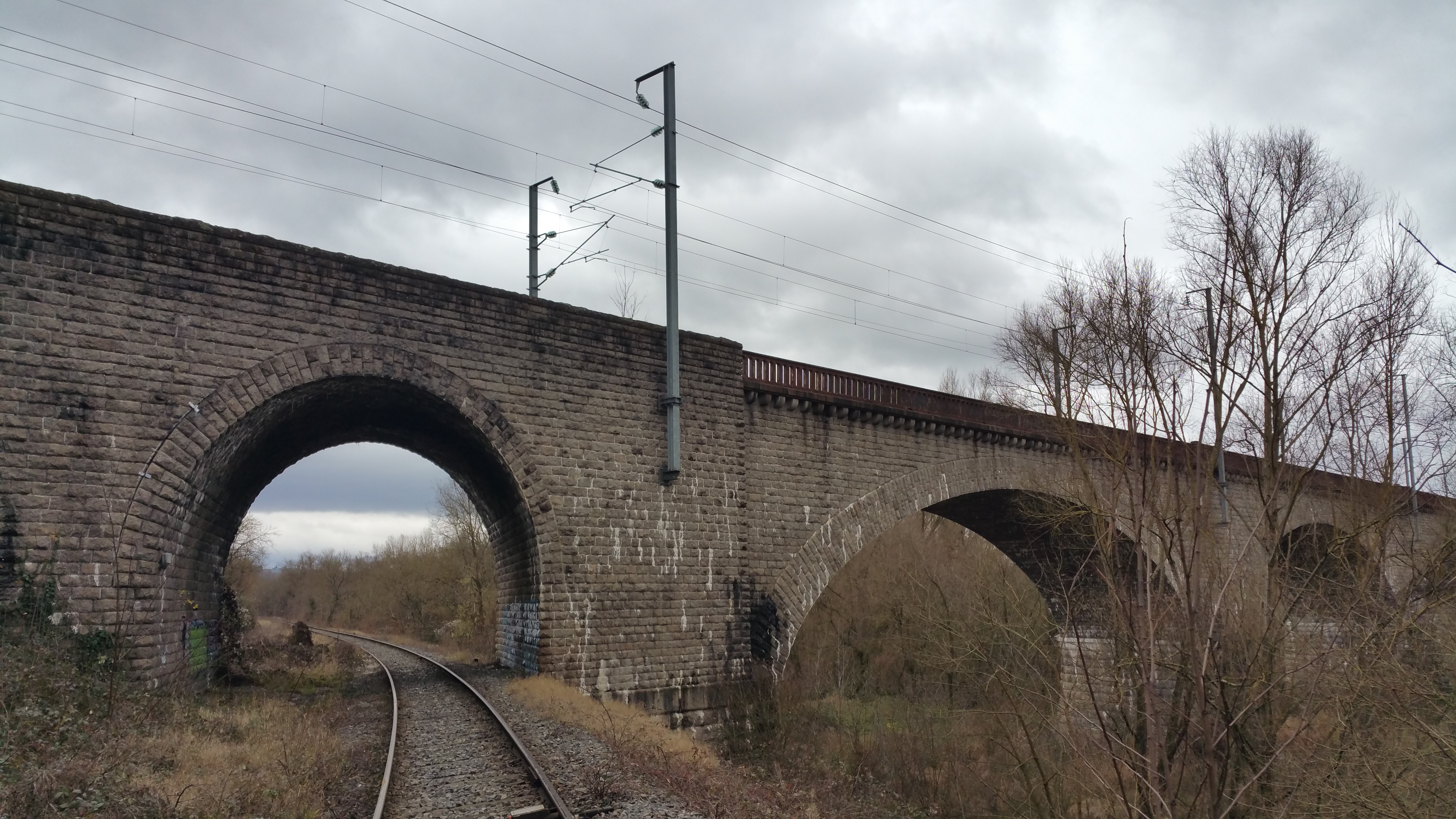
La ligne de Darsac passant sous le viaduc d'Abrest et la ligne Paris - Clermont-Ferrand.

Le tracé est assez sinueux et comprend de nombreuses courbes dont le rayon reste supérieur à 476 m jusqu’à Vichy et s’abaisse jusqu’à 250 m au-delà.
Le profil est médiocre. Les déclivités ne dépassent pas 10 ‰ jusqu’à Vichy, mais au-delà, elles atteignent 25 ‰ sur de grandes longueurs et même accidentellement 30 ‰.
Ce tracé peu favorable a pour conséquences des vitesses limitées qui ne dépassent jamais 85 km/h au-delà de Vichy avec quelques zones à 55 km/h.

### Infrastructure

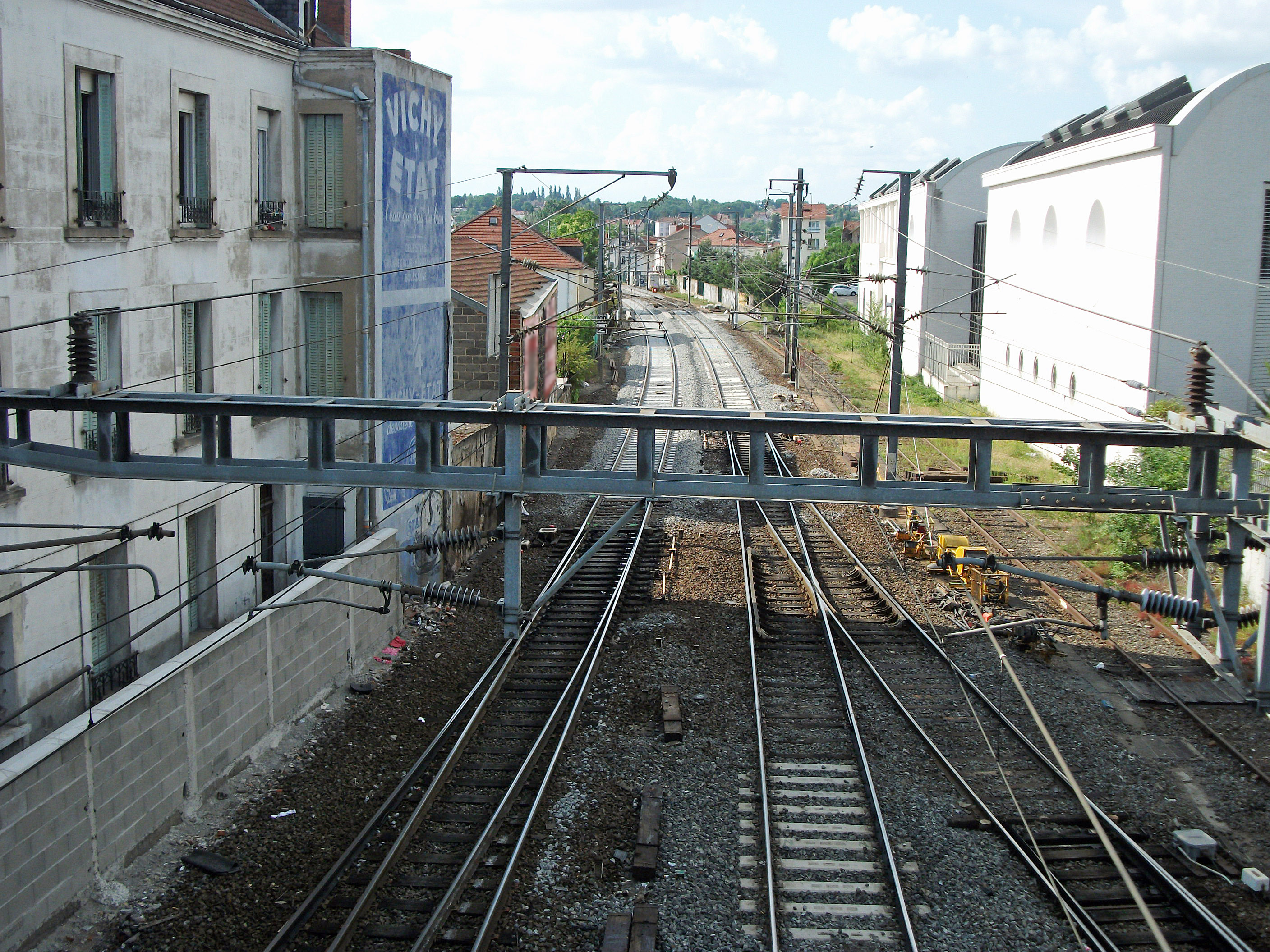
Sortie nord de la gare de Vichy en 2014.

Cette ligne est à double voie de Saint-Germain-des-Fossés à Vichy et à voie unique de Vichy à Darsac. 
L'adoption de courbes de faible rayon et de déclivités importantes a limité l'ampleur des ouvrages d'art dont le nombre reste important (voir schéma). Les tunnels sont relativement courts. Le plus long, celui des Graves, peu avant Giroux, ne fait que 315 m de longueur. Les viaducs sont généralement en pierre de taille avec des arches de 6 à 14 m d’ouverture.
La section entre Saint-Germain-des-Fossés et Vichy a été électrifiée en courant 25 kV 50 Hz au titre du projet de Moret à Clermont-Ferrand avec mise en service le 8 mars 1990.

#### Passages à niveau
Entre Saint-Germain-des-Fossés et Vichy, il ne subsiste plus que trois passages à niveau (PN) en service : les PN nos 1 et 2BIS, à Saint-Germain-des-Fossés, coupant chacun un chemin communal, et le PN 7 coupant la route départementale 27 à Creuzier-le-Vieux.
Jusque dans les années 1920, il existait un PN no 8 au nord de la gare de Vichy. Il a été supprimé et le passage de Vichy à Cusset a été remplacé par un pont-rail en 1928, pour être haussé en 1988 dans le cadre de l'électrification de la ligne.
En gare de Vichy, deux passerelles ont été construites : l'une en béton de l'avenue des Célestins au boulevard de l'Hôpital, l'autre en acier, dite « de l'Hôpital », de l'extrémité sud de la gare routière au boulevard de l'Hôpital, au droit du centre hospitalier, celui-ci remplaçant l'ancien passage à niveau no 9. Cette dernière, à la suite d'une importante corrosion, est fermée depuis fin 2019.

Passages à niveau de la ligne
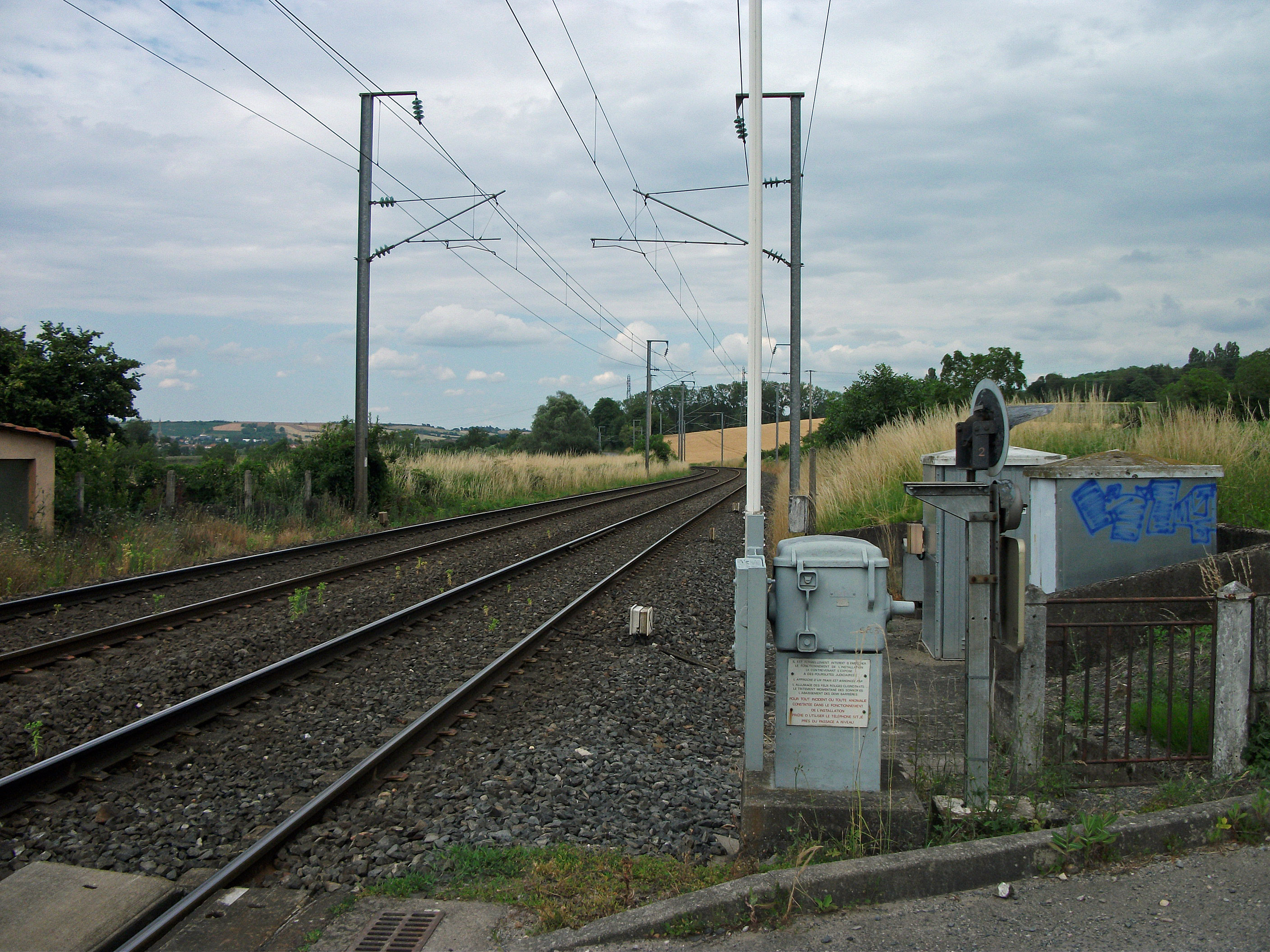
PN no 1.
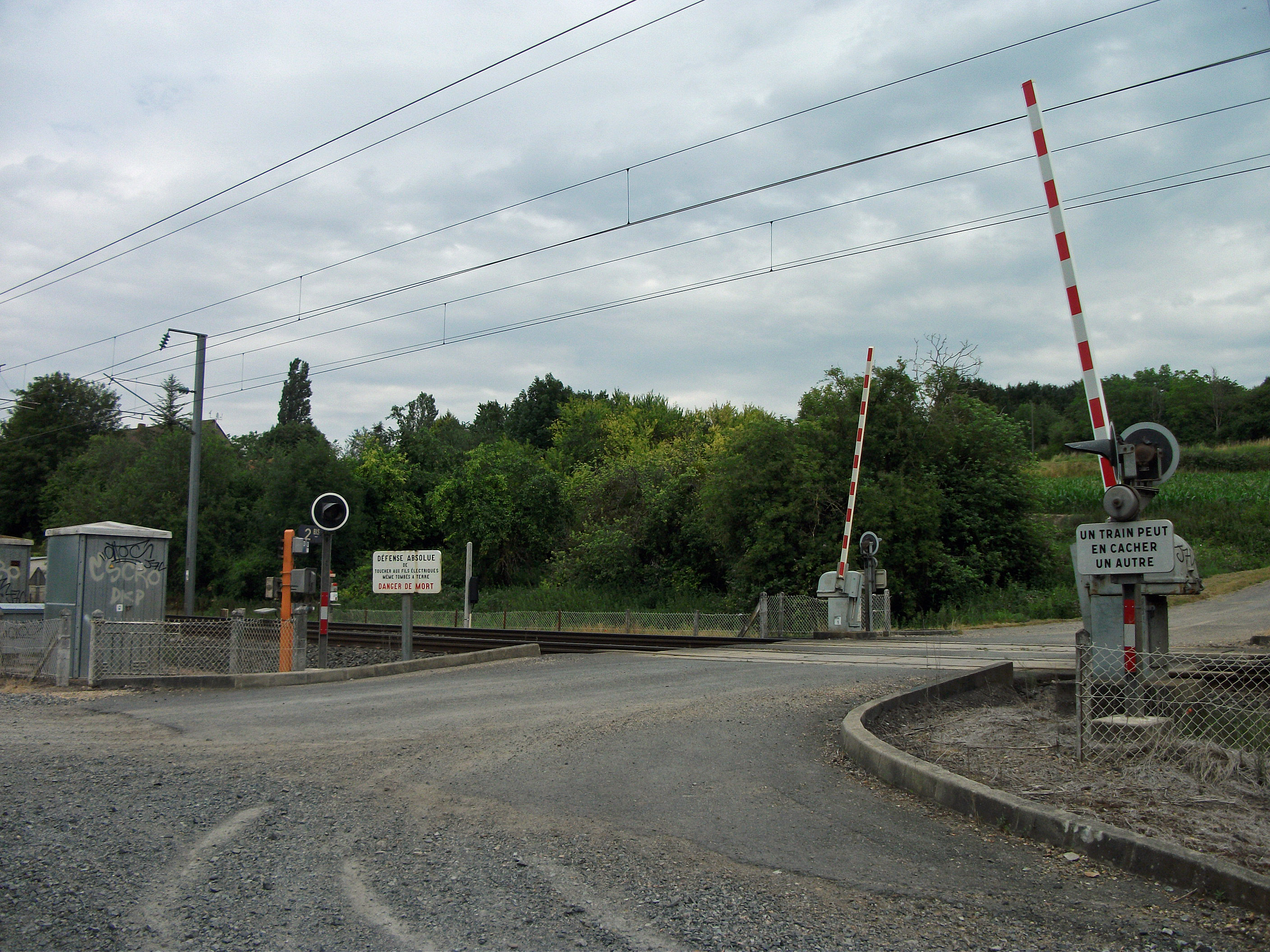
PN no 2BIS.
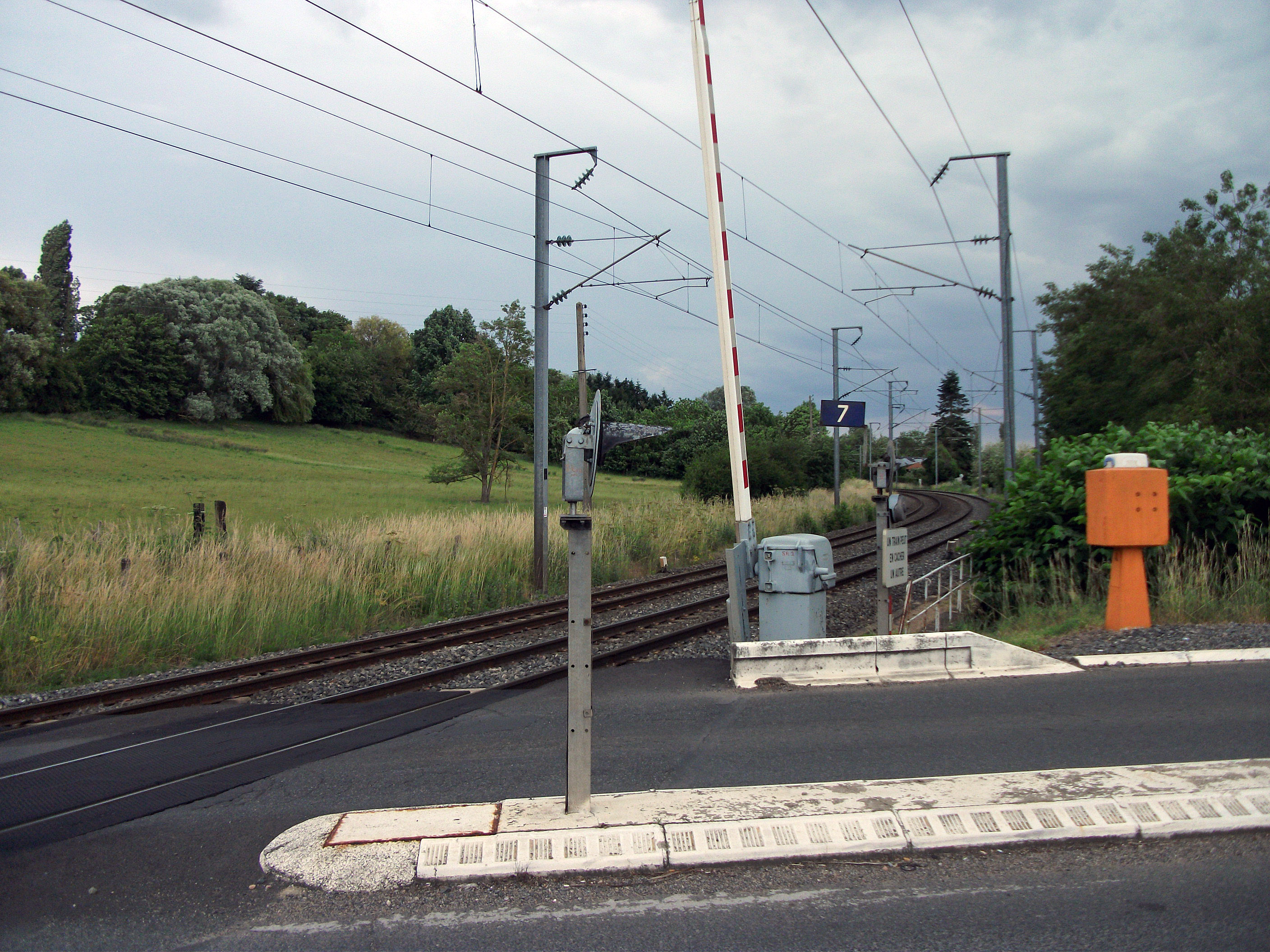
PN no 7 au nord de Vichy.
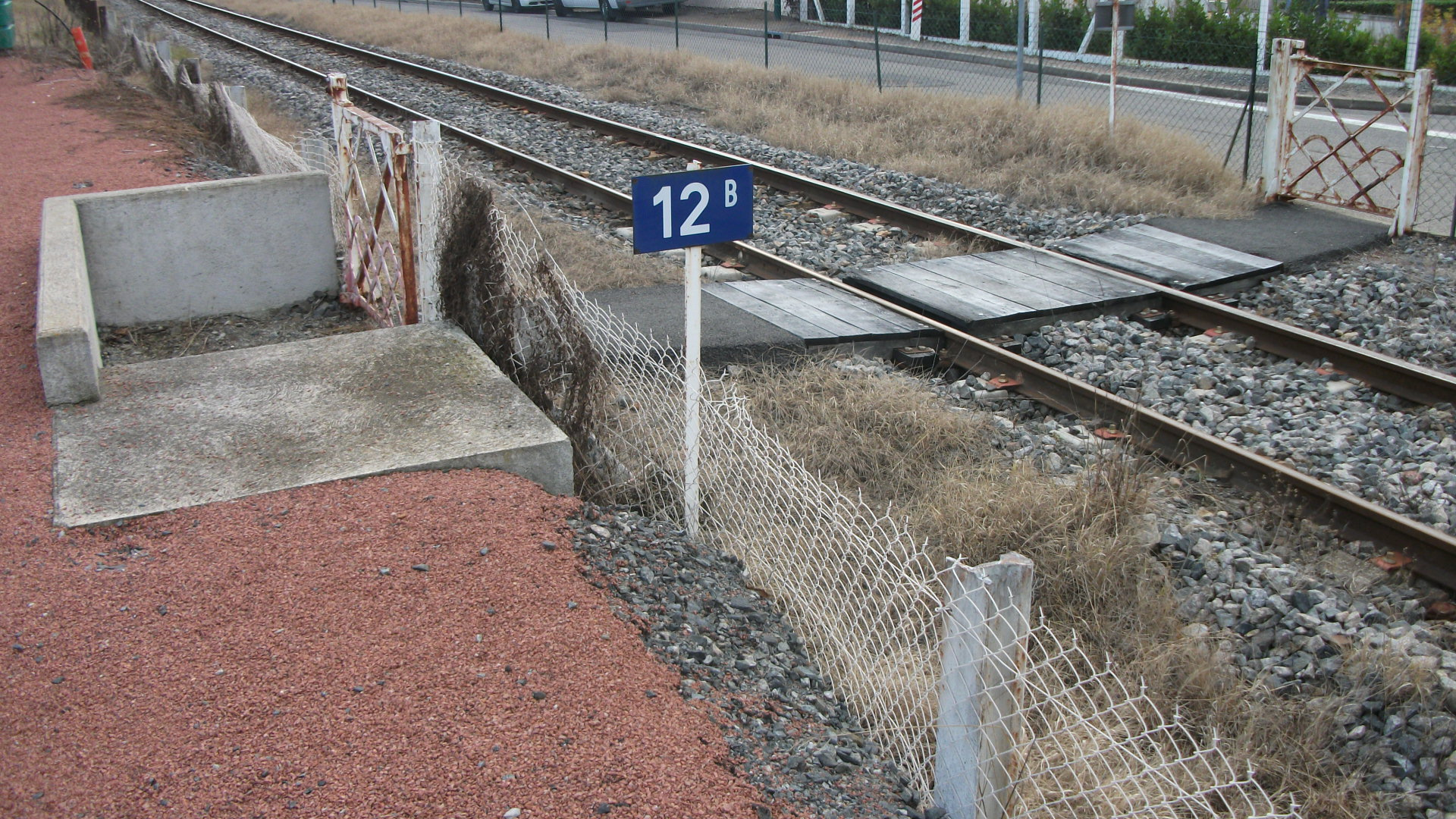
PN no 12B à Saint-Yorre.
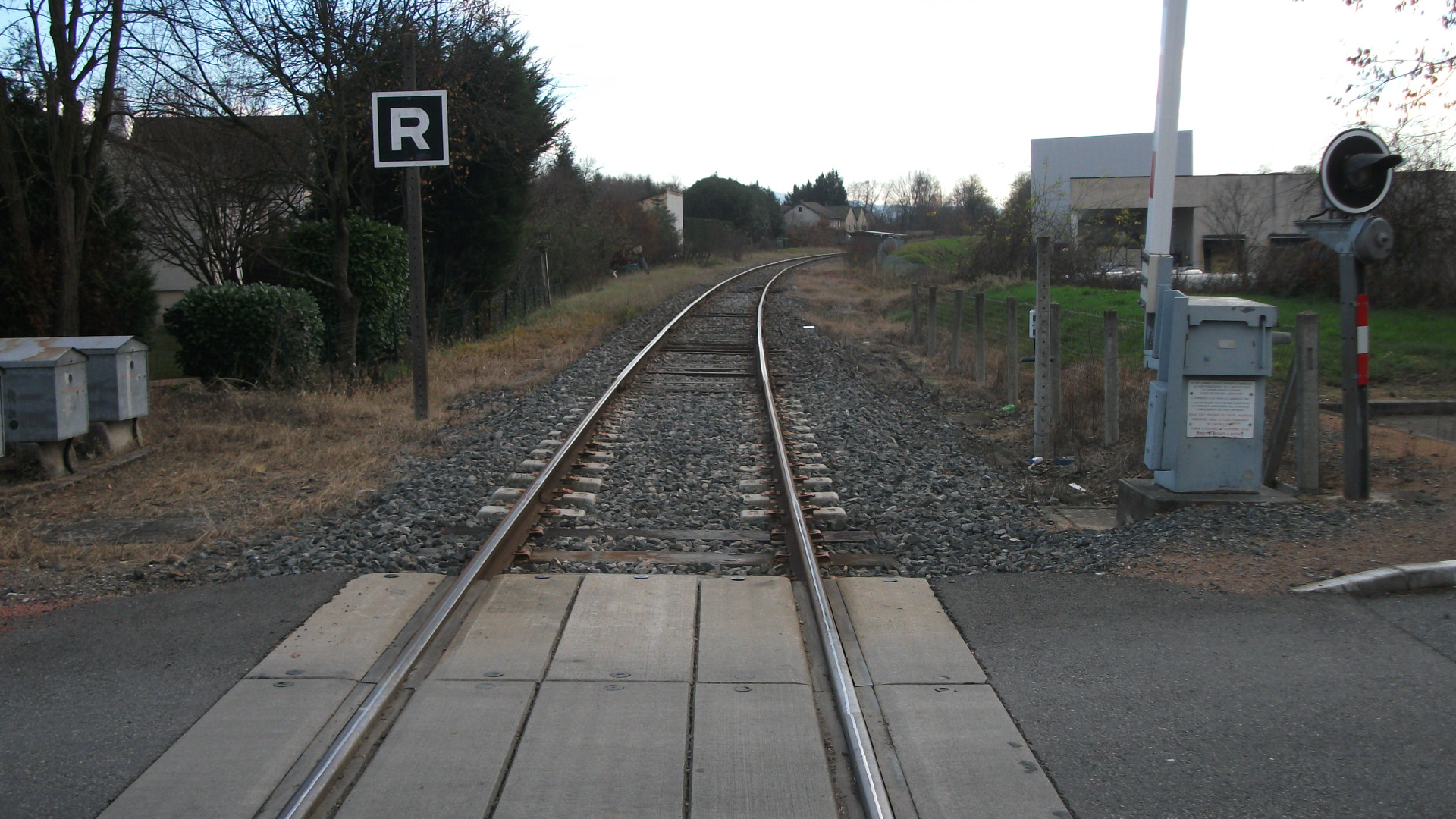
PN no 12C à Saint-Yorre.

### Vitesses limites
Vitesses limites de la ligne en 2012 pour les trains V 160 ou V 200 et en sens impair (certaines catégories de trains, comme les automotrices de banlieue ou les trains de marchandises, possèdent des limites plus faibles) :
| De (PK)                  | À (PK)               | Limite (km/h) |
| ------------------------ | -------------------- | ------------- |
| Saint-Germain-des-Fossés | Bifurcation de Vichy | 160           |
| Bifurcation de Vichy     | Vichy BV             | 110           |

## Superstructure

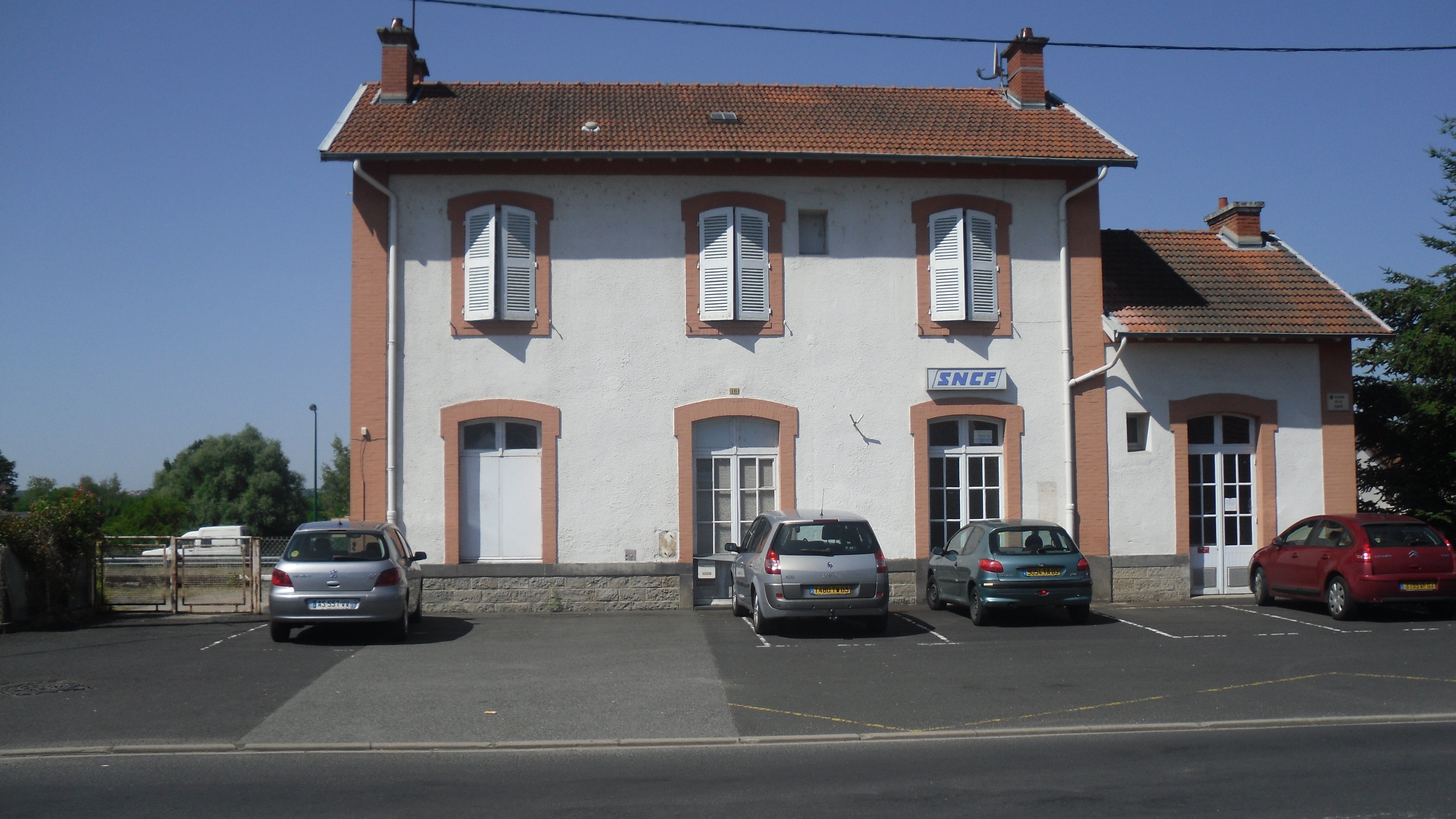
Gare de Saint-Yorre en 2010

Les gares sont de type PLM et comportaient à l’origine, sur la partie à voie unique, presque toutes des évitements dont la longueur variait de 325 à 740 m.

## Exploitation
Entre Saint-Germain-des-Fossés et Vichy, circulent sur cette section de ligne :
- les Intercités de la relation Paris — Clermont-Ferrand tractés par des BB 26000 ;
- des TER Auvergne-Rhône-Alpes en provenance de Lyon, Moulins ou Saint-Germain-des-Fossés et à destination de Clermont-Ferrand ou au-delà, assurés en X 76500, B 81500 (sur la relation TER Bourgogne-Franche-Comté Dijon — Montchanin — Moulins — Clermont-Ferrand), X 73500, RRR + BB 67400 (remplacés par des Régiolis) ;
- des trains de marchandises.

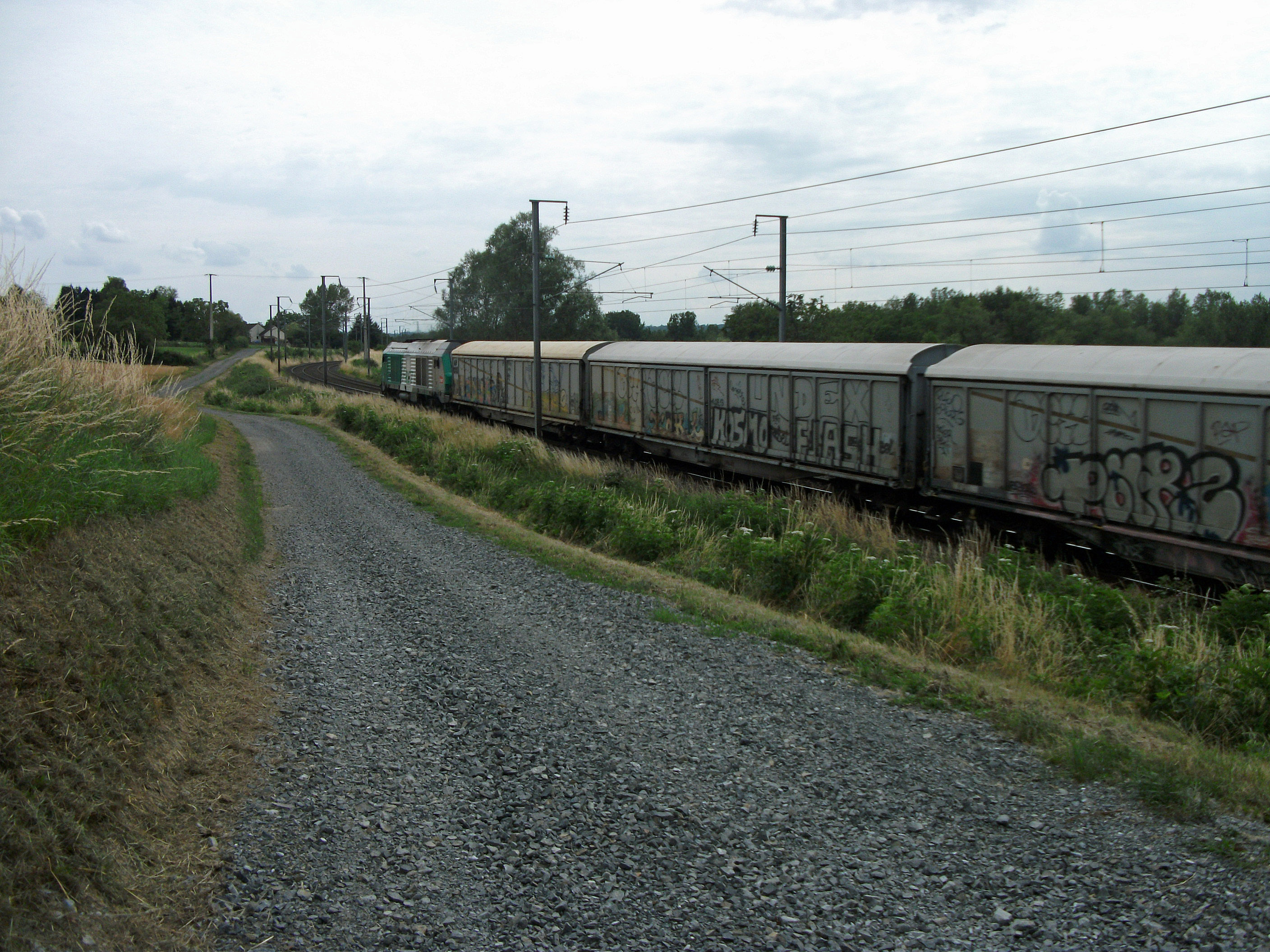
Un train de marchandises tracté par une BB 75000 (PK 357).
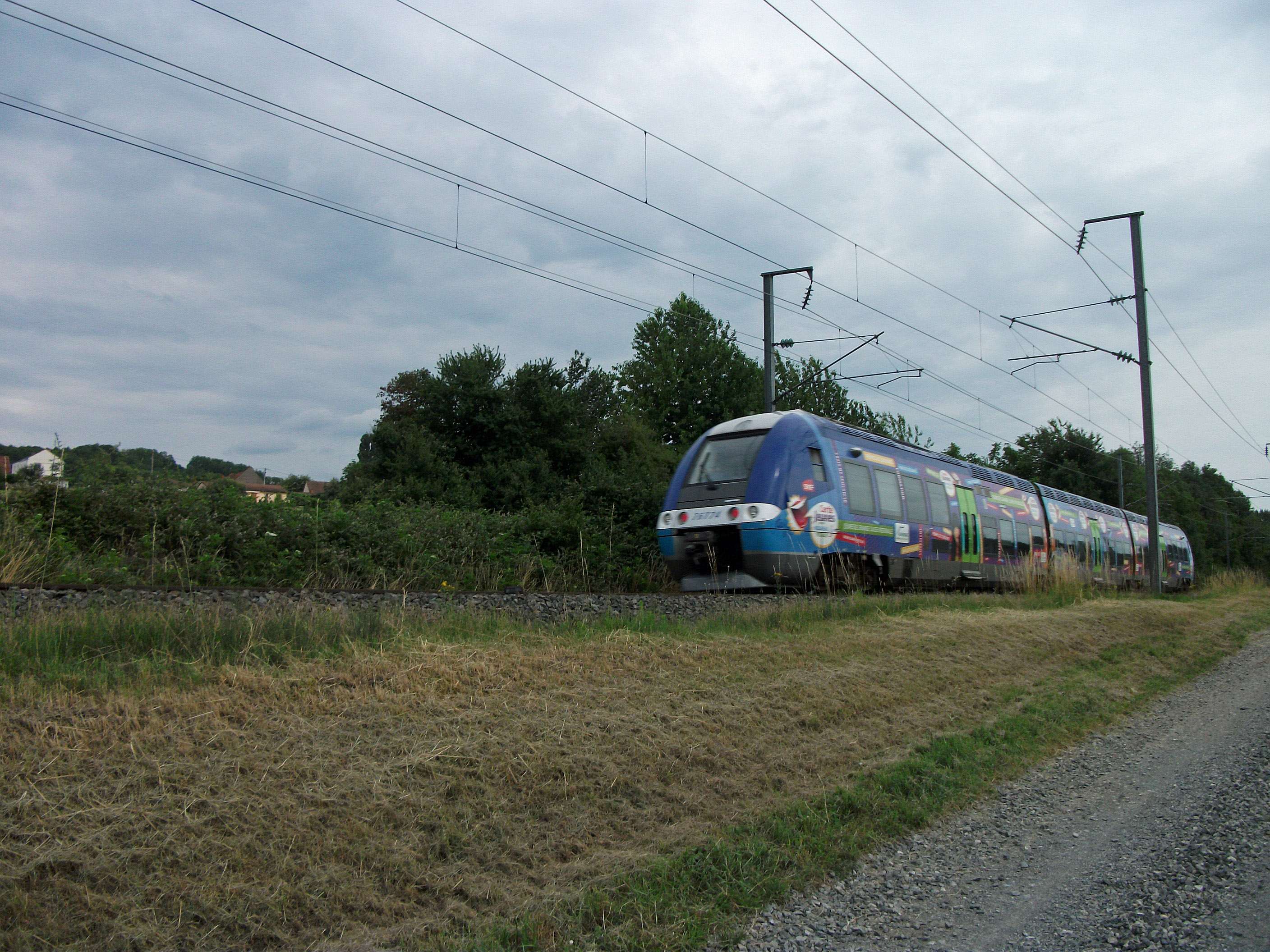
Un TER Moulins – Clermont-Ferrand (PK 358).
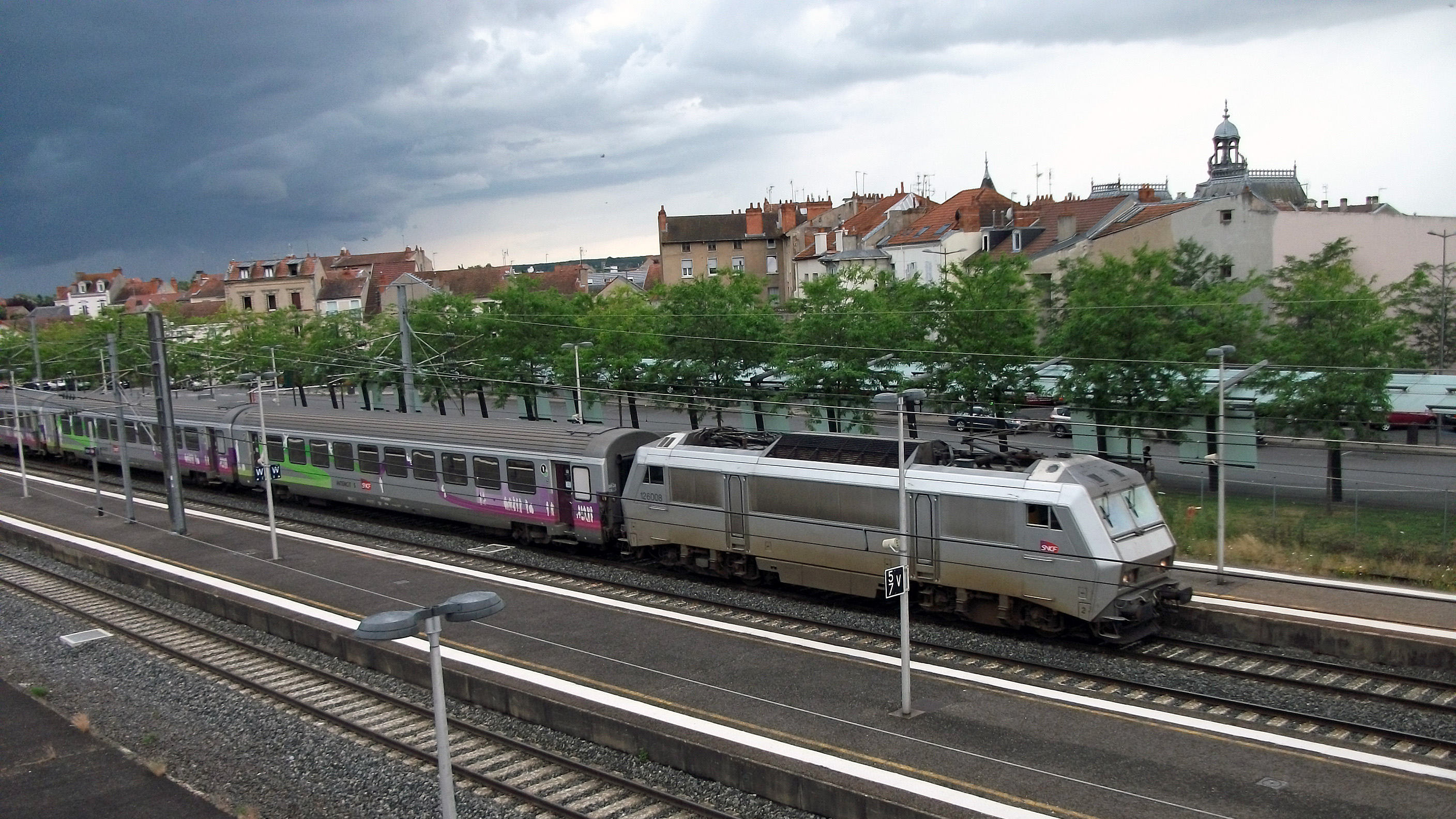
Un Intercités tracté par une BB 26000 entre en gare de Vichy (PK 365).

Entre Vichy et Puy-Guillaume, seuls des trains de marchandises circulent (en 2002, 113 200 tonnes de produits expédiés à Puy-Guillaume et 37 900 à Saint-Yorre).
Depuis 1987, la section entre Pont-de-Dore et Arlanc est exploitée à la fois pour le transport des marchandises et les trains touristiques par l'AGRIVAP. Après déclassement officiel de la ligne entre Arlanc et Sembadel, ce tronçon est racheté par un syndicat intercommunal, le Syndicat ferroviaire du Livradois-Forez, qui après remise en état de la voie et des ouvrages d'art en confie l'exploitation (uniquement touristique à ce jour) à l'AGRIVAP.
Dans le Livradois, la ligne est utilisée notamment pour le transport de papier de la papeterie de Giroux vers l'usine Celta à Courpière (38 000 tonnes par an ; exploitation par Combrail depuis 2016). En décembre 2021, la vétusté de cette section amène le syndicat ferroviaire du Livradois-Forez à arrêter cette activité ferroviaire (« à titre conservatoire » selon son président), cette section nécessitant la restauration de 1 250 traverses ; la reprise du trafic fret coûterait 1,4 million d'euros de travaux.
Par ailleurs, en gare de Sembadel, les trains touristiques de l'AGRIVAP rencontraient ceux du  Chemin de Fer du Haut Forez (CFHF). L'exploitation entre Craponne-sur-Arzon (sur la ligne de Bonson à Sembadel) et La Chaise-Dieu,a été suspendue à partir du 1er janvier 2022,. Suite aux travaux effectués par le Syndicat Ferroviaire du Livradois-Forez, le CFHF annonce la réouverture de la section Craponne-sur-Arzon - La Chaise-Dieu pour l'année 2025.